# هرمان شول
هرمان شول (بالألمانية: Hermann Scholl)‏ (و. 1935  م) هو رئيس تنفيذي، ومهندس ألماني، ولد في شتوتغارت.

## التعليم
تعلم في جامعة شتوتغارت
.

## جوائز
حصل على جوائز منها:
- Werner von Siemens Ring [الإنجليزية]‏ (2011)
- وسام الاستحقاق لبادن-فورتمبيرغ

## روابط خارجية
- هرمان شول على موقع مونزينجر (الألمانية)